# Олга Јеврић
Олга Јеврић (Београд, 29. септембар 1922 — Београд, 10. фебруар 2014) била је српска вајарка и академик САНУ.

## Биографија
Олга Јеврић је рођена у Београду од оца Србислава Јеврића, директора Банкарско-трговачког друштва и мајке Ане. Деда по оцу био је свештеник и преводилац Дамјан Јеврић.
Дипломирала је на Музичкој академији у класи професора Ћирила Личара 1946, а на вајарском одсеку Академије ликовних уметности у класи професора Сретена Стојановића 1948, где је и магистрирала 1949. Први пут излаже на Изложби радова студената Академије ликовних уметности и VII изложби УЛУС-а 1947. Године 1949. уписује Историју уметности на Филозофском факултету у Београду. Изабрана за дописног члана САНУ 1977, а 1983. за редовног члана Одељења ликовне и музичке уметности САНУ. Од 1981. године почиње у САНУ рад на научном пројекту Речник појмова из области ликовних уметности.

## Стваралаштво
Олга Јеврић се појављује у време које је веома бурно и окренуто новим вредностима, непосредно након II светског рата. У променама које су се догодиле у ликовним уметностима у Југославији после 1950. година, када се она ослободила државне естетике социјалистичког реализма, Олга Јеврић је од средине те деценије дала значајан допринос за настајање модерног и савременог израза у скулпторском стваралаштву.
Изложба Олге Јеврић „Просторне композиције“, одржана у галерији УЛУС 1957. године, снажно је одјекнула на ликовној сцени. Ова изложба окарактерисала је Олгу Јеврић као вајара која је на смео и радикалан начин, прва међу југословенским и српским скулпторима, прекинула традицију представљања стварности, окренувши се самој суштини скулптуре у којој је видела подстицај за сопствено деловање и формирање јединственог уметничког израза. Године 1958. Олга Јеврић излаже на XXIX Венецијанском Бијеналу када је запажа и страна ликовна критика.
Један је од десет уметника који су излагали на првом Октобарском салону 1960 године.
Готово шест деценија дугим присуством на нашој ликовној сцени, скулпторски опус Олге Јеврић издваја се аутентичним модернизмом. Њене скулптуре поседују универзална формална и метафоричка значења изражена експресивним и сензибилним језиком, при чему је она створила оригиналну, чисто ликовну форму прочишћену до апстрактног, универзалног облика.
Излагао је у оквиру Југословенског павиљона на Светској изложби у Бриселу 1958. године.
Постоји Легат Олге Јеврић у САНУ. Поводом стогодишњице њеног рођења одржана је изложба одабраних скулптура.

## Самосталне изложбе
- 1957 Галерија УЛУС, Београд[7]
- 1959 , Торино
- 1960 Галерија Срема, Сремска Митровица
- 1962 , Лондон
- 1964 Галерија сувремене умјетности, Загреб
- 1965 Салон Музеја савремене уметности, Београд
- 1981 Музеј савремене уметности, (ретроспективна изложба), Београд
- 1988 Галерија Студентског културног центра, Београд
- 1989 Савремена галерија Центра за културу „Олга Петров“, Панчево
- 1993 Центар за визуелну културу „Златно око“, Нови Сад
- 1999 Народна библиотека Србије, Београд
- 2001 Галерија САНУ, Београд, Замак културе, Врњачка Бања, Галерија „Платонеум“, Нови Сад
- 2008 Галерија ликовне уметности-поклон збирка Рајка Мамузића, Нови Сад
- 2012 Кућа легата, Београд
- 2014 Музеј савремене уметности Војводине, Нови Сад
- 2016 Хенри Мур Институт[8], Лидс
- 2019 PEER галерија[9], Лондон
- 2019 Народни музеј Краљево, Краљево
- 2022 Галерија САНУ, Београд[10]

## Одабране награде
- 1961 Награда за достигнућа у скулптури из Фонда Владислав Рибникар, Политика, Београд, Награда за скулптуру на  југословенском тријеналу ликовних уметности, Београд
- 1967 Награда за скулптуру на  југословенском тријеналу ликовних уметности, Београд
- 1969 Награда за скулптуру на X октобарском салону, Београд
- 1979 Седмојулска награда СР Србије за животно дело, Београд
- 1990 Награда аутору чије је дело од трајне вредности у српској култури, Јесења изложба УЛУС-а, Београд
- 1993 Специјална награда на VII Панчевачкој изложби југословенске скулптуре, Панчево
- 2001 Награда Вукове задужбине, Београд
- 2013 Награда Сава Шумановић, Нови Сад[11]
- 2013 Награда Града Београда за ликовно и примењено стваралаштво, визуелне и проширене медије, Београд